# توآ باخا، پورتوریکو
توآ باخا (به انگلیسی: Toa Baja) یک منطقهٔ مسکونی در ایالات متحده آمریکا است که در پورتوریکو واقع شده‌است.
 توآ باخا ۱۰۸٫۰ کیلومتر مربع مساحت و ۹۴٬۰۸۵ نفر جمعیت دارد.